# Копти (Гродненская область)
Копти́ (бел. Капці) — деревня в Поречском сельсовете Дятловского района Гродненской области Белоруссии. Согласно переписи населения 2009 года в Коптях проживало 28 человек. Площадь сельского населённого пункта составляет 61,46 га, протяжённость границ — 9,24 км.

## Этимология
Название деревни образовано от фамилий Копать, Коптич.

## География
Копти расположены в 31 км к юго-западу от Дятлово, 155 км от Гродно, 43 км от железнодорожной станции Новоельня.

## История
На начало XX века Копти — деревня в Пацевской волости Слонимского уезда Гродненской губернии.
В 1921—1939 годах Копти находились в составе межвоенной Польской Республики. В 1923 году осада Копти относилась к сельской гмине Пацевщина Слонимского повята Новогрудского воеводства. В сентябре 1939 года Копти вошли в состав БССР.
В 1996 году Копти входили в состав Рудояворского сельсовета и колхоза «Победа». В деревне насчитывалось 54 домохозяйства, проживало 93 человека.
28 августа 2013 года деревня была передана из упразднённого Рудояворского в Поречский сельсовет.